# Rete generativa avversaria
Una rete generativa avversaria (in inglese generative adversarial network o GAN) è una classe di metodi di apprendimento automatico, introdotta per la prima volta da Ian Goodfellow, in cui due reti neurali vengono addestrate in maniera competitiva nel contesto di un gioco a somma zero. Questo tipo di framework permette alla rete neurale di apprendere come generare nuovi dati aventi la stessa distribuzione dei dati usati in fase di addestramento. Ad esempio, è possibile ottenere una rete neurale in grado di generare volti umani iperrealistici, come dimostrato nel 2018 da NVIDIA, azienda produttrice di GPU.
La rete generativa avversaria è detta anche rete antagonista generativa o rete contraddittoria generativa.

## Metodo

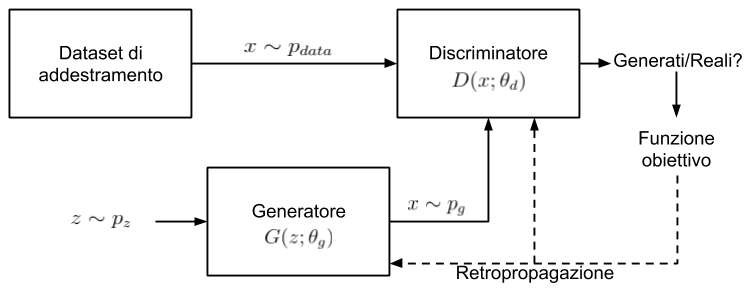
Rete generativa avversaria

Nella sua versione originale, una rete generativa avversaria è composta da due componenti: un modello generativo, o generatore {\displaystyle G}, e un modello discriminativo, o discriminatore {\displaystyle D}, entrambi realizzati tramite reti neurali. Lo scopo del modello generativo è quello di produrre nuovi dati, mentre il modello discriminativo apprende come distinguere i dati reali da quelli generati artificialmente. In particolare, dato uno spazio latente {\displaystyle {\boldsymbol {z}}}, avente una distribuzione a priori {\displaystyle p_{\boldsymbol {z}}({\boldsymbol {z}})}, il generatore rappresenta una funzione differenziabile {\displaystyle G({\boldsymbol {z}};\theta _{g})} che fornisce in output i nuovi dati secondo una certa distribuzione {\displaystyle p_{g}}, dove {\displaystyle \theta _{g}} sono i parametri del modello generativo. Il discriminatore rappresenta una funzione differenziabile {\displaystyle D({\boldsymbol {x}};\theta _{d})}, dove {\displaystyle \theta _{d}} sono i parametri del modello discriminativo, che produce in output la probabilità che {\displaystyle {\boldsymbol {x}}} provenga dalla distribuzione dei dati di addestramento {\displaystyle p_{data}}. Lo scopo è quello di ottenere un generatore che sia un buono stimatore di {\displaystyle p_{data}}. Quando questo avviene, il discriminatore viene "ingannato" e non riesce più a distinguere i campioni provenienti da {\displaystyle p_{data}} da quelli provenienti da {\displaystyle p_{g}}.
La chiave per raggiungere questa situazione è l'addestramento competitivo. La rete discriminativa viene addestrata in modo da massimizzare la probabilità di classificare correttamente i campioni provenienti dai dati di addestramento e i campioni generati. Allo stesso tempo, la rete generativa viene addestrata minimizzando
{\displaystyle \log(1-D(G({\boldsymbol {z}}))},
e massimizzando quindi la probabilità del discriminatore di considerare i campioni prodotti dalla rete generativa, ovvero {\displaystyle {\boldsymbol {x}}\sim p_{g}}, come provenienti da {\displaystyle p_{data}}.
L'apprendimento consiste quindi nell'ottimizzare un gioco minimax a due giocatori (D e G):
{\displaystyle \min _{G}\max _{D}\mathbb {E} _{{\boldsymbol {x}}\sim p_{data}({\boldsymbol {x}})}[\log D({\boldsymbol {x}})]+\mathbb {E} _{{\boldsymbol {z}}\sim p_{\boldsymbol {z}}({\boldsymbol {z}})}[\log(1-D(G({\boldsymbol {z}})))]},
che ha un ottimo globale per {\displaystyle p_{g}=p_{data}}.
Le due reti vengono addestrate in maniera alternata tramite retropropagazione dell'errore, mantenendo invariati i parametri del modello generativo durante l'addestramento del discriminatore e, viceversa, mantenendo invariati i parametri della rete discriminativa durante l'addestramento del generatore.

## Varianti
Negli ultimi anni si è assistito ad un rapido sviluppo di metodi che rappresentano versioni modificate del framework originale.

### Rete generativa avversaria condizionata
Una rete generativa avversaria condizionata, o in inglese conditional generative adversarial network (cGAN), è un'estensione della GAN in cui sia il generatore che il discriminatore vengono condizionati tramite l'utilizzo di qualche tipo di informazione aggiuntiva {\displaystyle {\boldsymbol {y}}}. La funzione obiettivo diventa:
{\displaystyle \min _{G}\max _{D}\mathbb {E} _{{\boldsymbol {x}}\sim p_{data}({\boldsymbol {x}})}[\log D({\boldsymbol {x}}|{\boldsymbol {y}})]+\mathbb {E} _{{\boldsymbol {z}}\sim p_{\boldsymbol {z}}({\boldsymbol {z}})}[\log(1-D(G({\boldsymbol {z}}|{\boldsymbol {y}})))]}.
Ad esempio, è possibile generare una nuova immagine di una specifica cifra scritta a mano fornendo l'etichetta relativa alla sua classificazione, ovvero uno scalare in {\displaystyle [0,9]}, come input addizionale alle due reti, oppure generare automaticamente immagini di ambienti esterni a partire da un layout semantico della scena. In generale, i possibili campi applicativi ricadono nel dominio dei problemi di traduzione di un'immagine in un'altra: generazione di foto realistiche a partire da etichette semantiche, generazione di immagini aeree a partire da mappe urbane (ad esempio Google Maps), generazione di immagini realistiche a partire dai contorni della scena o da uno disegno, inpainting, e molti altri.

### VAE-GAN
Questa classe di metodi si basa sull'unione di autoencoder variazionali, o in inglese variational autoencoders (VAE), e le GAN. In generale, un discriminatore viene usato per distinguere tra gli esempi forniti in output dal VAE e quelli reali. In questo modo, invece di usare una funzione di errore definita, il discriminatore permette di apprendere una funzione di similarità tra l'esempio ricostruito in uscita dal VAE e quello fornito in input. Questo approccio fa sì che si ottengano ricostruzioni migliori rispetto al singolo VAE.

### cycleGAN
Una cycleGAN, dall'inglese cycle-consistent generative adversarial network, è un'evoluzione della rete generativa avversaria in cui l'addestramento avviene in maniera non supervisionata. In questo modo è possibile apprendere un modello capace di tradurre un'immagine da un dominio {\displaystyle X} ad un altro {\displaystyle Y} , e viceversa, senza dover utilizzare immagini target, spesso non disponibili, durante la fase di addestramento. Il modello è composto da due generatori {\displaystyle G:X\rightarrow Y} e {\displaystyle F:Y\rightarrow X} per tradurre, rispettivamente, immagini dal dominio {\displaystyle X} al dominio {\displaystyle Y} e viceversa, e da due discriminatori, {\displaystyle D_{X}} e {\displaystyle D_{Y}}, per distinguere tra gli esempi generati e quelli reali per ciascun dominio. Durante l'addestramento, in aggiunta alla classica funzione obiettivo avversaria, viene minimizzata la seguente funzione di consistenza:
{\displaystyle {\mathcal {L}}(G,F)=\mathbb {E} _{x\sim p_{\text{data}}(x)}\left[\|F(G(x))-x\|_{1}\right]+\mathbb {E} _{y\sim p_{\text{data}}(y)}\left[\|G(F(y))-y\|_{1}\right]}.
L'idea è che, date due immagini {\displaystyle x\in X} e {\displaystyle y\in Y}, applicando i due generatori in cascata {\displaystyle F(G(x))} e {\displaystyle G(F(y))} si ottengono di nuovo le rispettive immagini {\displaystyle x} e {\displaystyle y}. 
Questo tipo di modello viene applicato con successo in problemi in cui non esistono dati di addestramento accoppiati, ovvero in cui non è disponibile per ogni elemento di un dominio {\displaystyle X} il suo corrispettivo nel dominio target {\displaystyle Y} (es., trasferimento dello stile da un'immagine ad un'altra).

### Altre varianti
Sono presenti molte altre varianti del framework principale. In particolare, numerosi metodi si sono specializzati a seconda del dominio applicativo che differiscono sia dal punto di vista dell'architettura della rete che per la funzione obiettivo adottata durante l'addestramento. Lo sviluppo delle reti generative avversarie è avvenuta soprattutto nel campo della visione artificiale, in cui sono state fortemente impiegate sin dalla loro prima apparizione.